# Панар (одежда)
Панар — мордовская (эрзянская и мокшанская) мужская и женская рубаха туникообразного покроя из белого домотканного холста.
Мужские рубахи (мокш., эрз. цёрань панар) для повседневной носки шили из грубого небелёного холста или пестряди, праздничные — из льна, ситца, кашемира, сатина (красного, малинового, синего цветов). Ворот и разрез на груди панара (большей частью на правой стороне), отделанные вышивкой, цветным и узорным тканьём, блёстками, застёгивались на крючки, пуговицы или скреплялись завязками. К началу XX века вышивку и узорное тканьё заменили полосками цветной ткани, лентами. Изменился и покрой панара. Вошла в моду белая рубаха-косоворотка с высоким стоячим воротником. Носили панар навыпуск с узким поясом или ремнём.
Женские панары (нательные рубахи) различались конструктивными деталями кроя, расцветкой и расположением вышивки. Эрзянский панар (паля) длиной 120—130 см шили из 2 полотнищ холста, перегнутых поперёк, без воротника, с прямыми рукавами длиной 28—32 см, треугольным грудным вырезом, скрепляемым сюлгамой. У мокшанского панара (авань панар) перёд и спину составляло сложенное поперёк полотнище, бока рубахи кроили из 2 более коротких холстин, перегнутых по продольной нитке, Рукава — прямые, длинные (до запястья). Вырез на груди — овальный. Терюшевская мордва шили панар из 3 полотнищ с треугольным или овальным вырезом на груди. Традиционная белая рубаха каратайской мордвы (ак кульмяк) состояла из 5 полотнищ, была широкой у подола за счёт введения в крой попарно сшитых боковых клиньев, рукава длинные. Как правило, все женские панары украшались вышивкой из шерстяных ниток красного и чёрного цветов; ворот, рукава, подол оторачивали плетёным шнуром или тканой тесьмой.